# Aeroporto de Carauari
O Aeroporto de Carauari (IATA: CAF / ICAO: SWCA) está localizado no município de Carauari, Amazonas. 
Suas coordenadas são as seguintes: 04°52'43.00"S de latitude e 66°53'44.00"W de longitude. Possui uma pista de 1.665m de asfalto e 400M de concreto armado
Atualmente, o Aeroporto de Carauari é servido por um voo direto a Manaus, pela companhia aérea Voepass, feita com aeronave ATR-42

## Reforma
É um dos 25 aeroportos do Amazonas incluídos no PDAR - Plano de Desenvolvimento da Aviação Regional, criado em 2012, do Governo Federal, que visa construir e/ou reformar num total de 270 aeroportos em todo o país.